# Томас Олег Костянтинович
Олег Костянтинович Томас (1930, місто Одеса — 1989, місто Одеса) — український радянський діяч, начальник Одеського морського порту, начальник Чорноморського морського пароплавства. Депутат Верховної Ради УРСР 9-го скликання (у 1976—1980 роках).

## Біографія
Освіта вища. У 1953 році закінчив Одеський інститут інженерів морського флоту.
З 1953 року працював диспетчером Східного району Новоросійського порту РРФСР.
У 1954 році переведений в Одеський порт на посаду диспетчера портофлоту. Потім працював у головній диспетчерській Одеського морського торговельного порту, очолював 3-й вантажний район, був заступником начальника порту з експлуатації.
Член КПРС.
У 1962—1971 роках — начальник Одеського морського торговельного порту.
У 1971—1973 роках — радянський радник міністра торговельного флоту і портів Республіки Куба.
У 1973—1976 роках — начальник Одеського морського торговельного порту.
У 1975—1978 роках — начальник Чорноморського морського пароплавства.
У 1978—1979 роках — начальник Одеського морського торговельного порту.
З 1979 року працював в Одеському інституті інженерів морського флоту. Потім — в Одеському проектному інституті «Південний науково-дослідний інститут морського флоту».

## Нагороди
- орден Леніна
- орден Трудового Червоного Прапора
- орден Знак Пошани
- ордени
- медалі